# Anton von Maron
Anton von Maron (né sous le nom d'Anton Maron le 8 janvier 1731 à Vienne et mort le 3 mars 1808 à Rome) est un peintre autrichien, essentiellement portraitiste.

## Biographie
Anton von Maron est le fils du peintre Johann Leopold Maron (1696–1770). Il étudie la peinture à l'Académie de Vienne de 1741 à 1744. En janvier 1755, il part pour Rome où il demeure chez son maître, Anton Raphael Mengs (dont il épouse la sœur Theresa, qui est miniaturiste, en 1765).
Maron est nommé membre de l'Accademia di San Luca en 1756 et il se spécialise dans les portraits. Il parvient, grâce à une clientèle aristocratique, à se faire connaître dans des milieux influents. Il met aussi en relation les artistes viennois et les peintres établis à Rome. Maron est nommé en 1772 conseiller, lorsque l'Académie de Vienne est réorganisée. C'est lui qui est chargé des élèves pensionnés pour aller étudier à Rome. La même année il est anobli et reçoit le titre de baron. Il laisse un certain nombre de traités théoriques.

## Œuvre
Maron travaille avec son maître et futur beau-frère, Mengs, aux fresques de l'église Saint-Eusèbe de Rome entre 1757 et 1760-1761, ainsi qu'au Parnasse de la Villa Albani. Après le départ de Mengs pour Madrid en 1761, Maron se spécialise dans les portraits. L'un de ses tableaux les plus connus est le portrait de Winckelmann qui pose pour lui lors d'un séjour à Rome. Ce tableau se trouve aujourd'hui au salon Goethe du château de Weimar. Une copie originale se trouve aussi à Wörlitz.
À partir de 1770, Maron devient un portraitiste en vue de la Maison impériale. Il fait en 1773 le portrait de l'impératrice Marie-Thérèse en grand deuil de son mari.
Dans les dernières années de sa carrière, il est rendu démodé par les œuvres d'Angelika Kauffmann. Il compte parmi les précurseurs du  premier néoclassicisme.
- Archibald Menzies, 1763, huile sur toile, 76 × 63 cm, Fogg Art Museum, Cambridge[1]
- Portrait de Winckelmann, 1768, huile sur toile, 136 × 99 cm, Château de Weimar[2]
- Impératrice Marie-Thérèse d'Autriche (1717-1780) avec la statue de la paix, 1773, huile sur toile, 299 × 137 cm, Kunsthistorisches Museum, Vienne[3]
- Empereur Joseph II (1741-1790) avec la statue de Mars, 1775, huile sur toile, 242 × 172 cm, Kunsthistorisches Museum, Vienne[4]
- Portrait d'Elisabeth Hervey, quatrième marquise de Bristol, 1778-1779, huile sur toile, 76 × 59 cm, Kunsthistorisches Museum, Vienne[5]
- Le Retour d'Oreste, 1786, huile sur toile, 227 × 151 cm, Musée des Beaux-Arts de Houston [6]

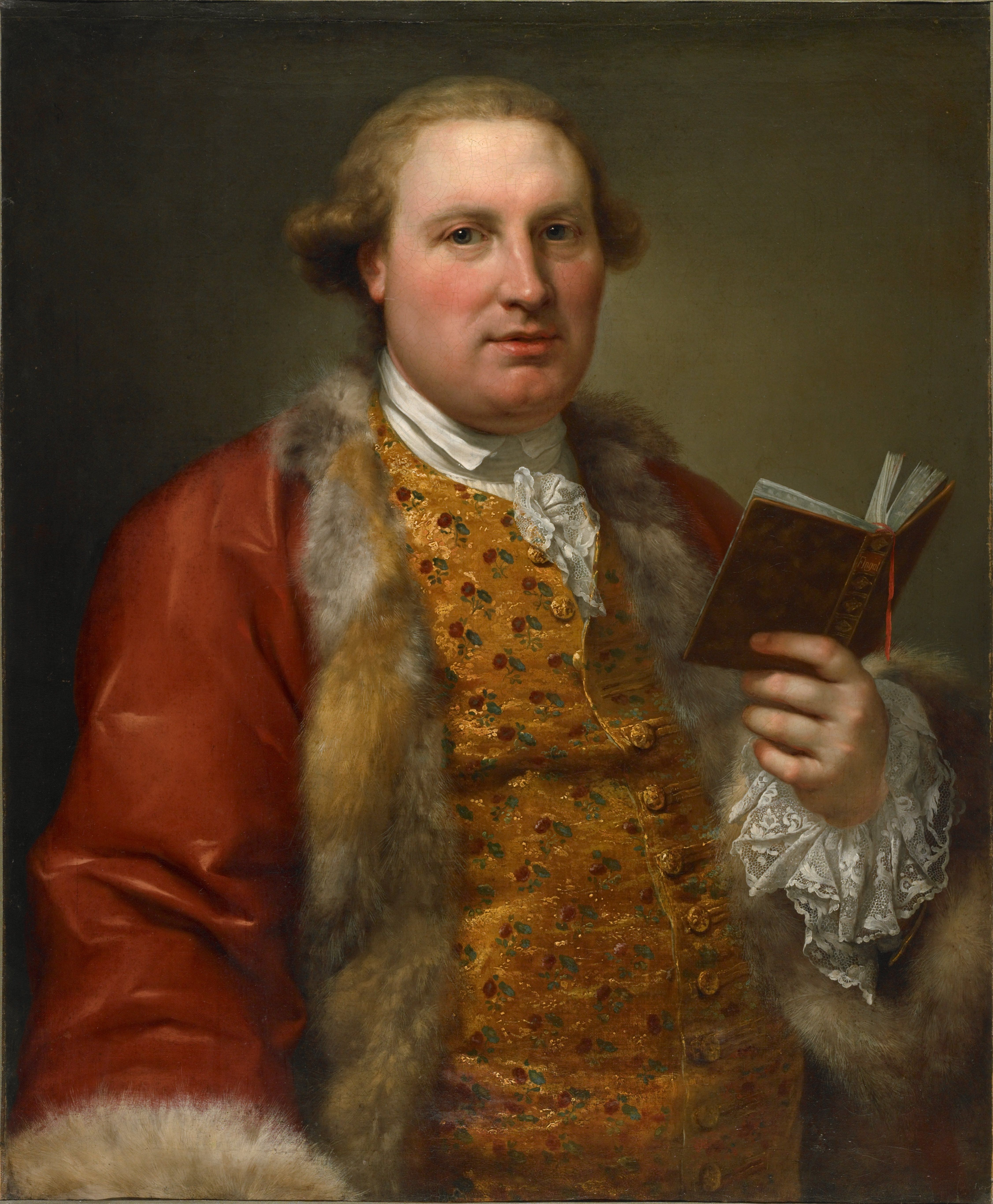
Archibald Menzies, 1763 Fogg Art Museum
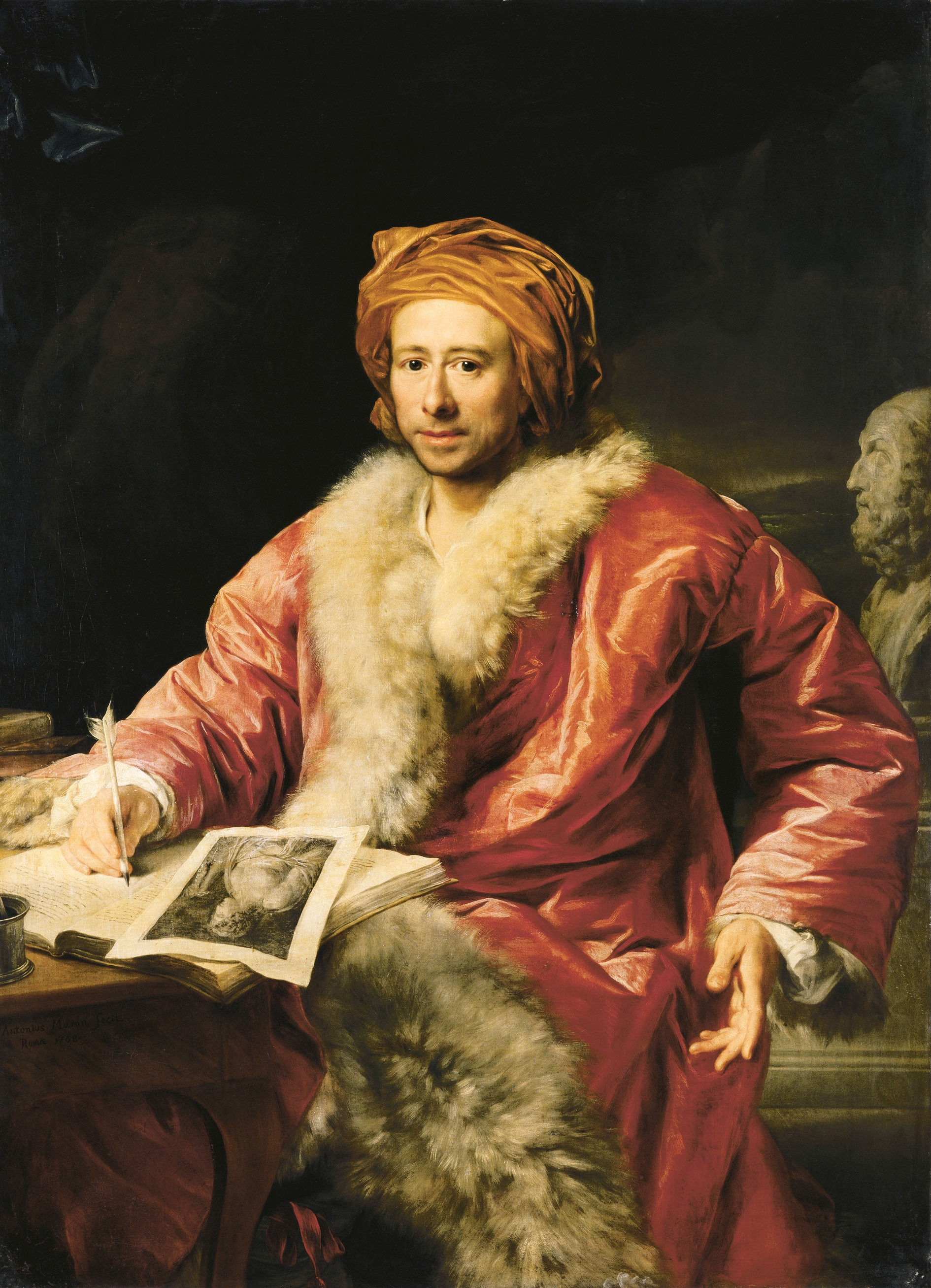
Portrait de Winckelmann (1768) Château de Weimar
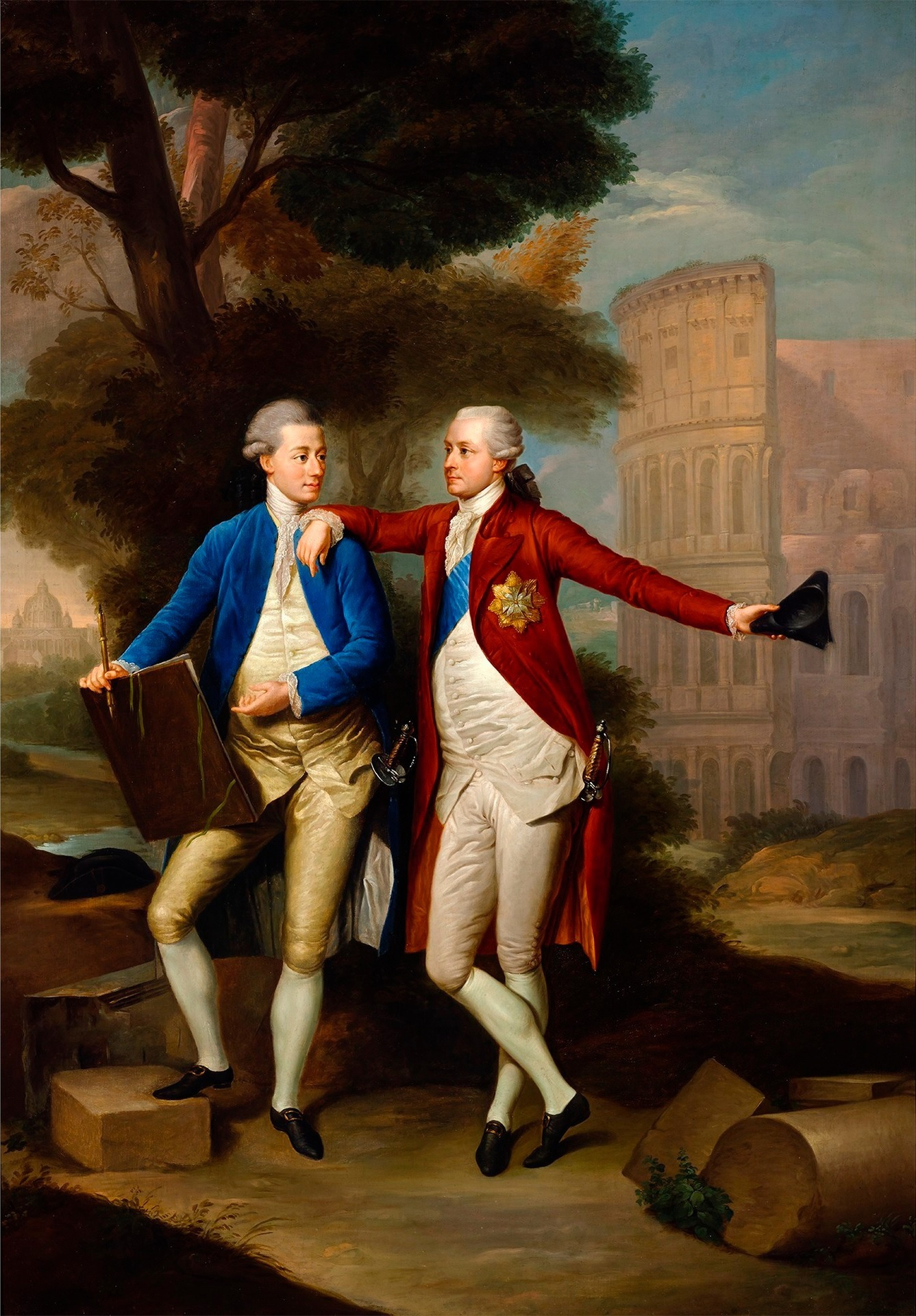
François et Casimir Rzewuski devant le Colisée (1772), château royal de Varsovie
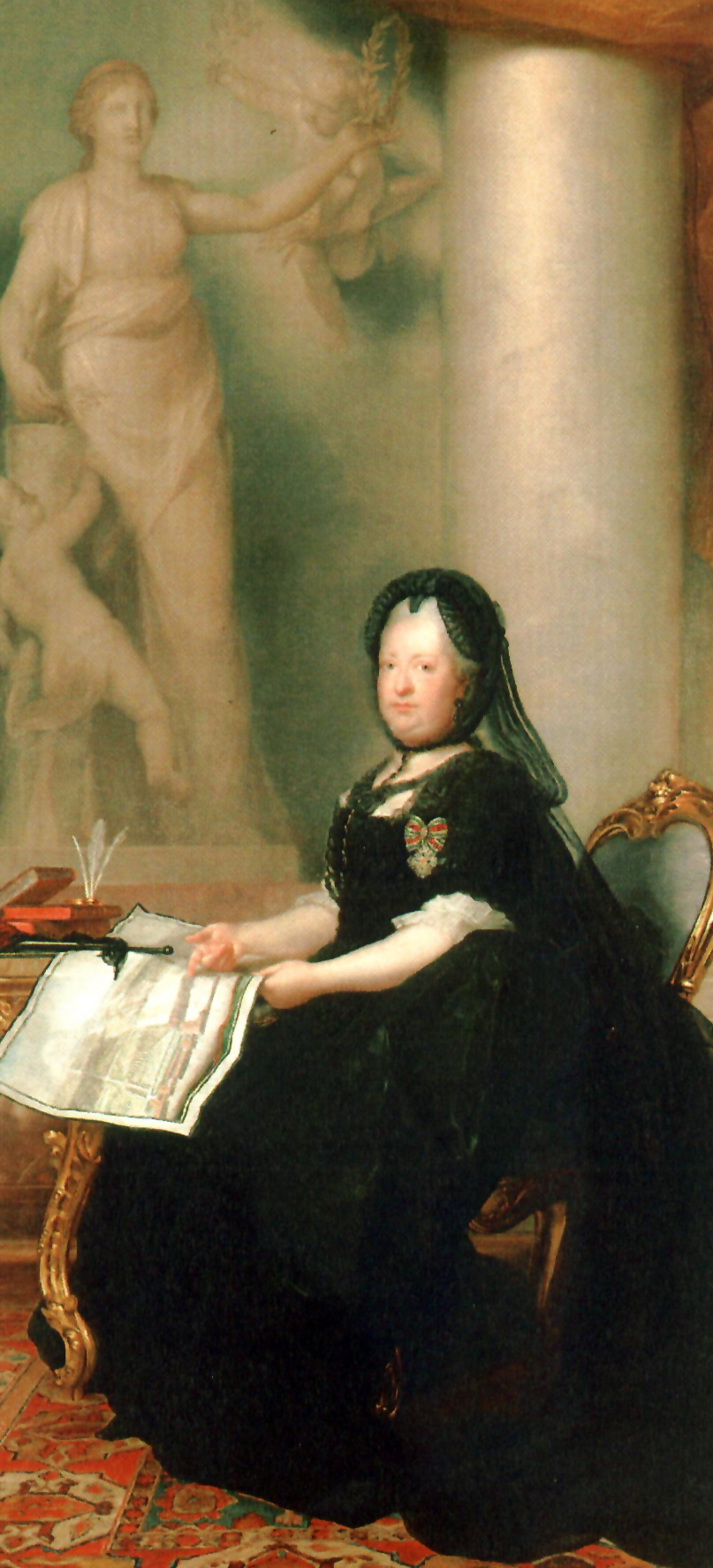
Marie-Thérèse d'Autriche (1773) Kunsthistorisches Museum
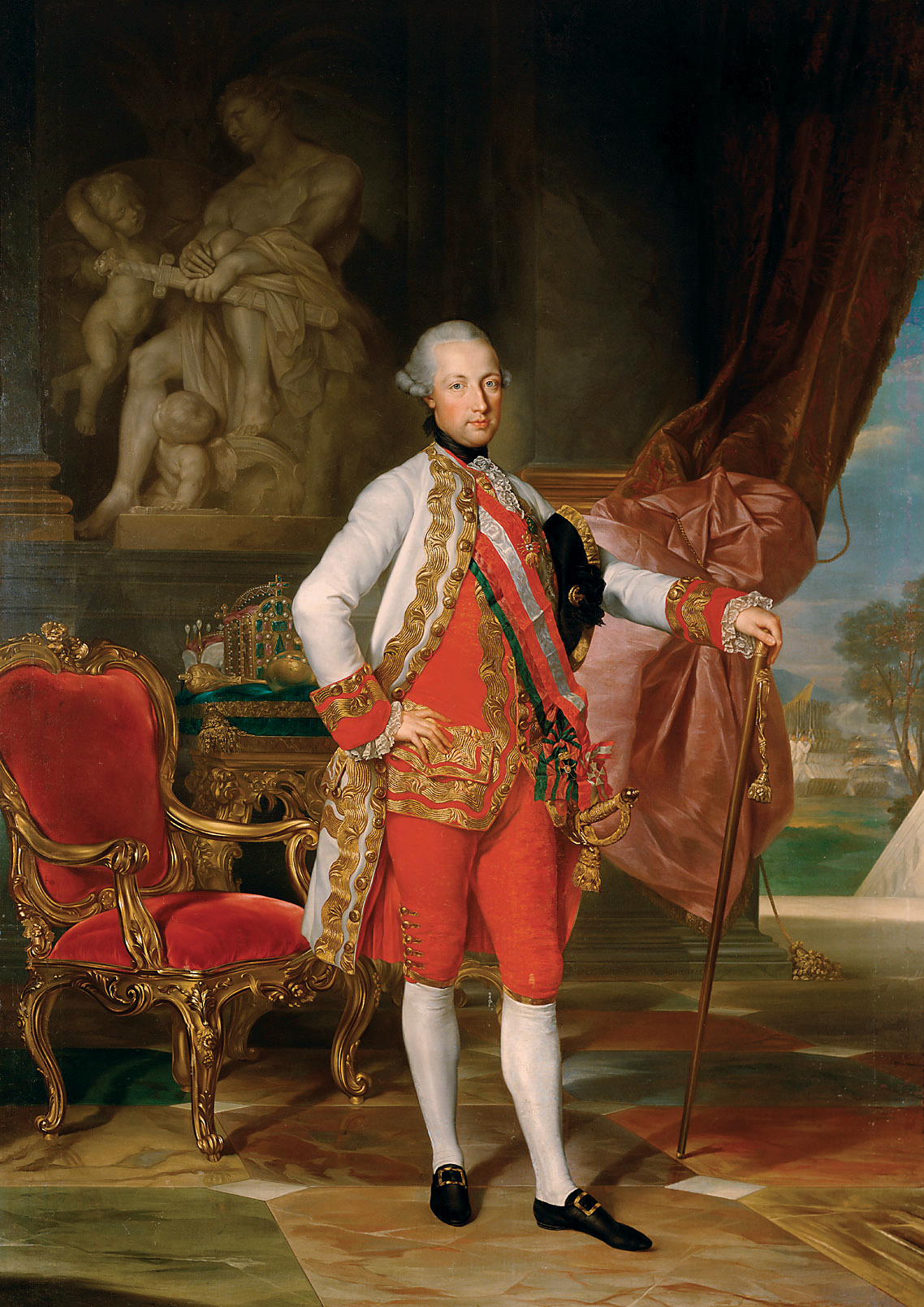
Portrait de Joseph II (1775) Kunsthistorisches Museum
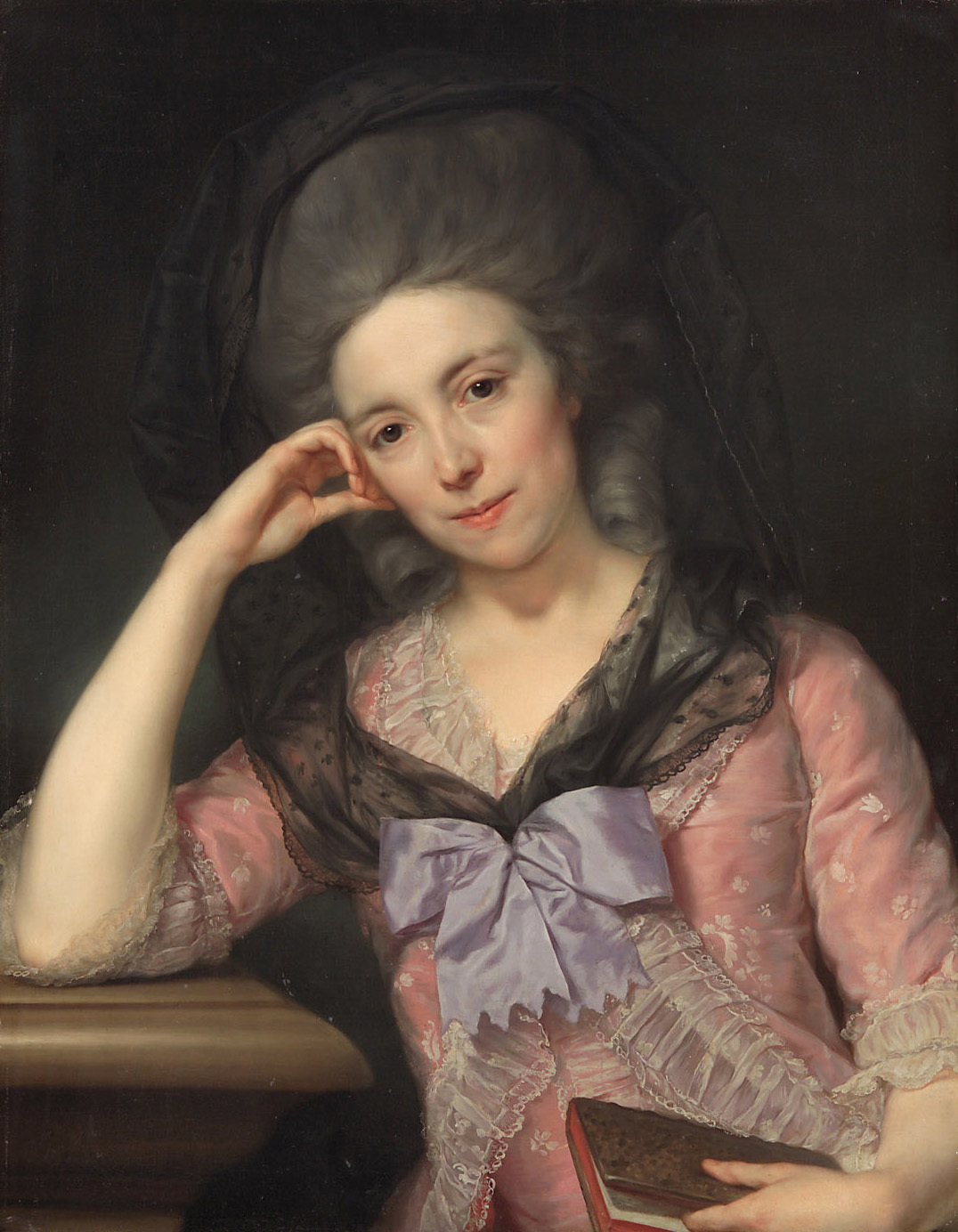
Elisabeth Hervey, 1778-1779 Kunsthistorisches Museum
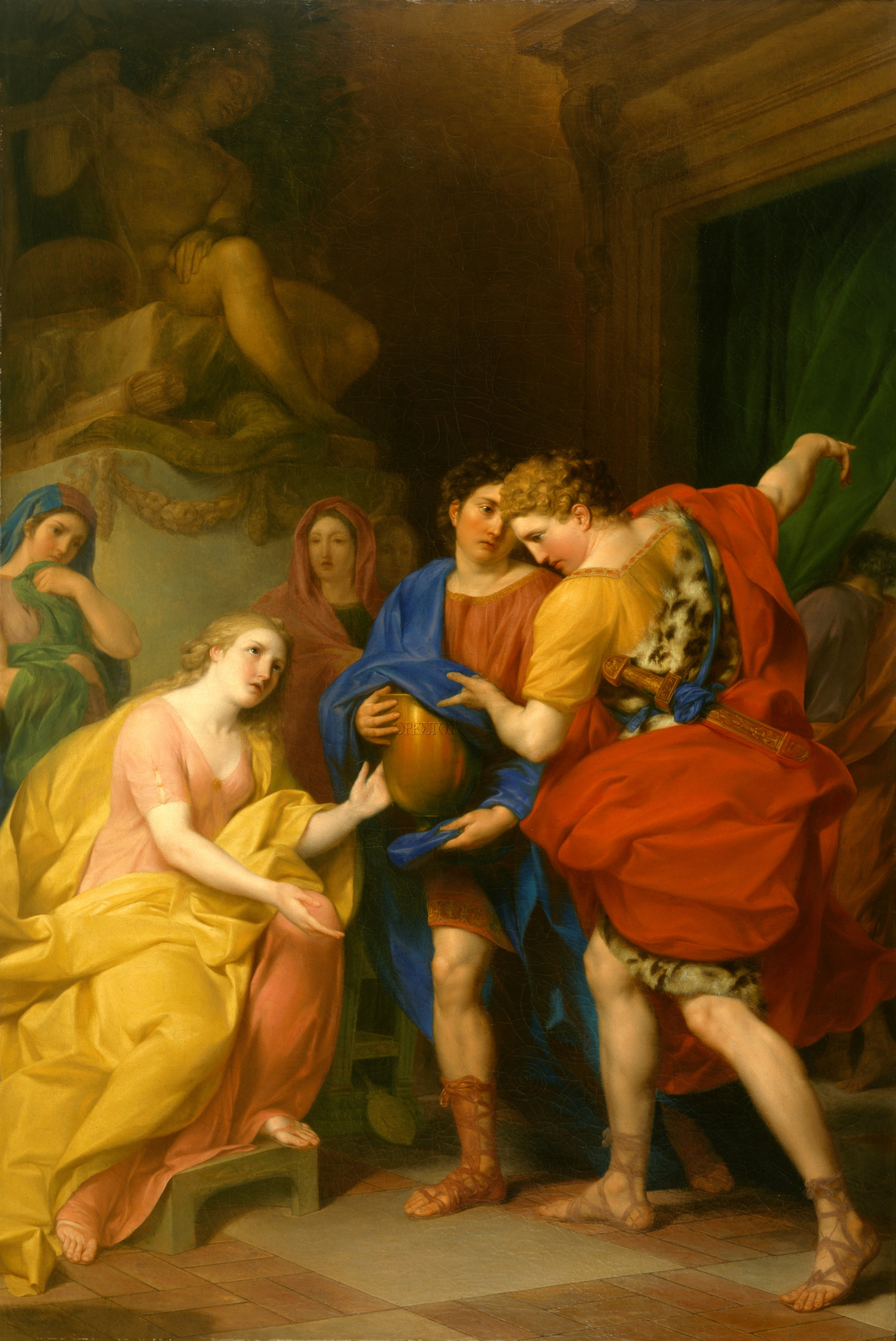
Le Retour d'Oreste, 1786 Houston